# Parathroscinus orientalis
Parathroscinus orientalis är en skalbaggsart som beskrevs av Wooldridge 1984. Parathroscinus orientalis ingår i släktet Parathroscinus och familjen lerstrandbaggar. Inga underarter finns listade i Catalogue of Life.